# Cryptochetum medianum
Cryptochetum medianum är en tvåvingeart som först beskrevs av Yang 1998.  Cryptochetum medianum ingår i släktet Cryptochetum och familjen Cryptochetidae. Inga underarter finns listade i Catalogue of Life.